# Comando de Ataque Global de la Fuerza Aérea
El Comando de Ataque Global de la Fuerza Aérea (en inglés: Air Force Global Strike Command; AFGSC), es un comando creado en el año 2007, con la principal función de agrupar el poder nuclear de la Fuerza Aérea de los Estados Unidos en una sola fuerza capaz de llevar a cabo operaciones a lo largo de todo el mundo. Esto a raíz de una investigación que recomendaba la creación de un organismo o comando que se encargase de la supervisión del material nuclear de la fuerza aérea de Estados Unidos.

## Historia
El 24 de octubre de 2008, el nuevo secretario de la Fuerza Aérea de EE. UU., Michael Donley, anunció la creación del comando. El nuevo comando es dirigido por un general de tres estrellas y tiene el control de todas las armas nucleares, bombarderos con capacidad nuclear, misiles, y el personal en esta aérea de la USAF. Hasta ahora, la USAF ha gastado $ 200 millones de dólares en el desarrollo del nuevo comando.
La USAF tiene actualmente 20 B-2 Spirit y 57 bombarderos B-52 Stratofortress que se designan como unidades con capacidad nuclear intercontinental de la USAF. Antes a esta fecha la capacidad nuclear de la USAF la llevó el Comando Aéreo Espacial.

## Organización
El Comando de Ataque Global se agrupa de la siguiente forma:

### 8.ª Fuerza Aérea
Cuartel General: Base de la Fuerza Aérea Barksdale, Luisiana.
- Ala de Bombardeo N.º 2, Base de la Fuerza Aérea Barksdale, Luisiana.
  - Escuadrón de Bombardeo N.º 11.
  - Escuadrón de Bombardeo N.º 20.
  - Escuadrón de Bombardeo N.º 96.

- Ala de Bombardeo N.º 5, Base de la Fuerza Aérea Minot, Dakota del Norte.
  - Escuadrón de Bombardeo N.º 23.
  - Escuadrón de Bombardeo N.º 69.

- Ala de Bombardeo N.º 509, Base de la Fuerza Aérea Whiteman, Misuri.
  - Escuadrón de Bombardeo N.º 13.
  - Escuadrón de Bombardeo N.º 393.

- Unidades de Reportes Directos de Informes (DRU, siglas en inglés)
  - Escuadrón de Pruebas Aéreas N.º 576.
  - Escuadrón de Operaciones Estratégicas N.º 625, Base de la Fuerza Aérea Offutt, Nebraska.

### 20.ª Fuerza Aérea
Cuartel General: Base de la Fuerza Aérea Warren, Wyoming.
- Ala de Misiles N.º 90, Base de la Fuerza Aérea Warren, Wyoming.
  - Escuadrón de Misiles N.º 319.
  - Escuadrón de Misiles N.º 320.
  - Escuadrón de Misiles N.º 321.

- Ala de Misiles N.º 91, Base de la Fuerza Aérea Minot, Dakota del Norte.
  - Escaudrón de Misiles N.º 740.
  - Escuadrón de Misiles N.º 741.
  - Escuadrón de Misiles N.º 742.

- Ala de Misiles N.º 341, Base de la Fuerza Aérea Malmstrom, Montana.
  - Escuadrón de Misiles N.º 10.
  - Escuadrón de Misiles N.º 12.
  - Escuadrón de Misiles N.º 490.

## Aeronaves
Bombarderos
- B-2 Spirit.
- B-52 Stratofortress.

Helicópteros
- UH-1N Iroquois.

Misiles
- LGM-30G Minuteman III